# Gottfried Huyn von Geleen

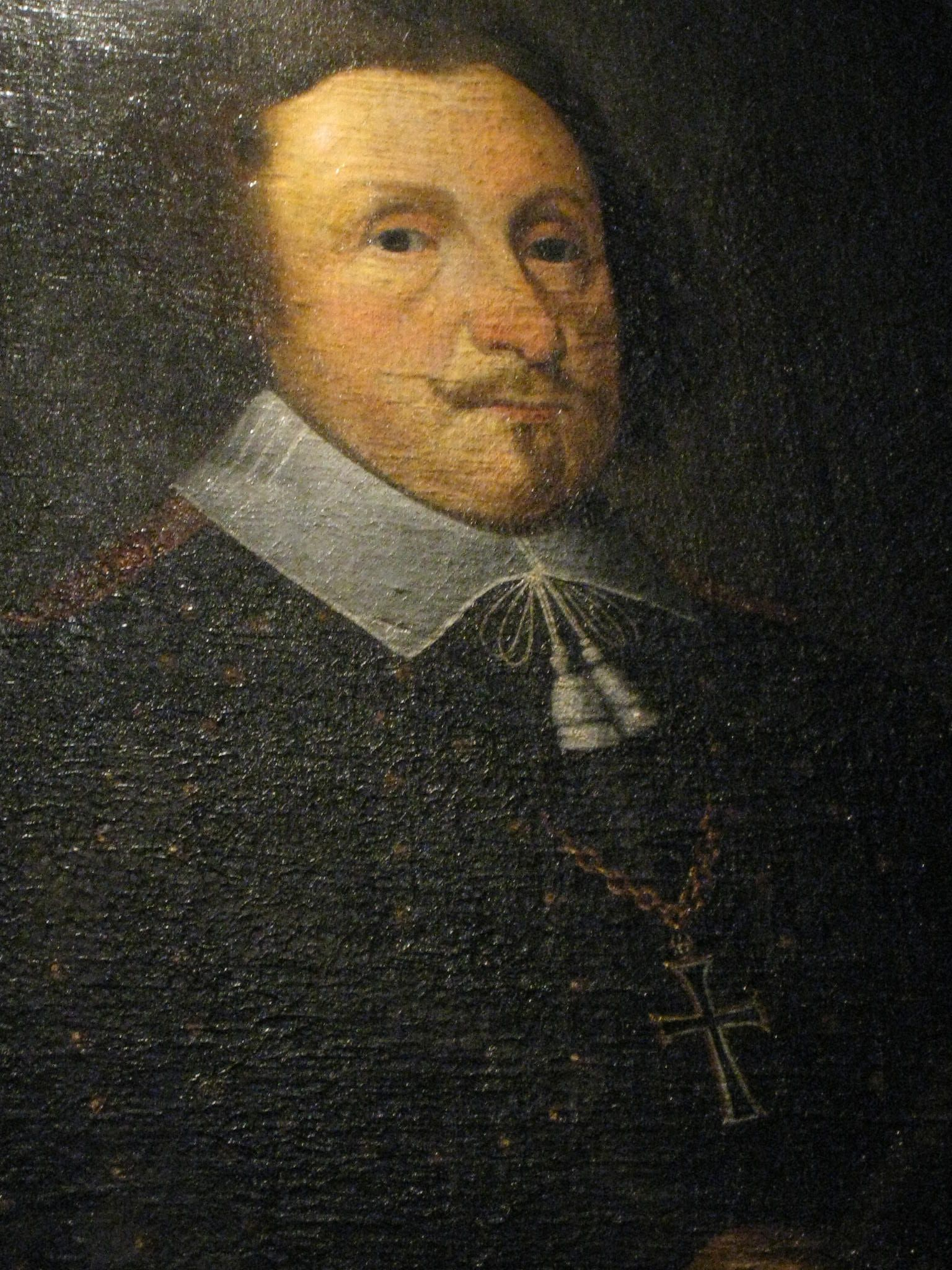
Gottfried Huyn von Geleen

Wappen Gottfried Huyns von Geleen

Gottfried Graf Huyn, Freiherr von Geleen, auch Godefridus Comes ab Huyn Baro de Geleen, (* in Flandern um 1598; † 1657 in Maastricht) war ein kaiserlicher Feldmarschall.

## Leben

### Aufstieg zum General
Gottfried Graf Huyn von Geleen, Baron von Geleen und Amstenraedt war der Sohn von Arnold III. van Huyn van Amstenradt (* um 1555; † Oktober 1638), Herr von Geleen, span. Oberst, Gouverneur von Limburg (1574/78) und Maastricht (1577), Drost des Amts Krickenburg und der Margaretha von Bocholtz zu Grevenbroich und Wachtendonk († 1634). Seine Schwester Alexandrine (* 1594; † 1654) heiratete 1624 Feldmarschall Velen.
Er begann seine militärische Karriere 1615 in Italien. Mit Beginn des Dreißigjährigen Krieges kam er nach Deutschland zurück und wurde Offizier im Regiment Anholt, welches später dem bayerischen Kommando unterstellt wurde. Er kämpfte während des Niedersächsisch-Dänischen Krieges in verschiedenen Schlachten unter Johann T’Serclaes von Tilly und Graf Anholt. In Elze bei Hildesheim geriet er in Gefangenschaft und wurde nach Holstein verschleppt. Erst ein Jahr später wurde er wieder freigelassen. Mit Beginn des Schwedischen Krieges wurde er Kommandeur der Stadt Hameln. 1631 wurde er zum Oberst befördert und übernahm zugleich das Regiment Anholt. Im Mai 1631 waren er und sein Regiment an der Magdeburger Hochzeit beteiligt. Im September des Jahres konnte er nach der vernichtenden Niederlage der kaiserlich-ligistischen Armee bei Breitenfeld fliehen und verteidigte 1632 zusammen mit seinem Oberstleutnant Johannes Ernst von Reuschenberg die Festungsstadt Wolfenbüttel gegen den Herzog Georg von Braunschweig-Calenberg. 1633 erhielt er das Kommando im westfälischen Kreis.
Am 20. April 1632 wurde er in den Deutschen Orden aufgenommen. Nur zwei Jahre später – im Jahre 1634 – wurde er Landkomtur der Deutschordensballei Alden Biesen. Als seine Truppen 1634 die Stadt Höxter eroberten, richteten seine Truppen bei der folgenden Plünderung ein furchtbares Blutbad unter der Bevölkerung an.
1636 trat er als Generalwachtmeister in kaiserliche Dienste über und kämpfte zunächst gegen die Schweden unter Johan Banér in Ostdeutschland, die an die Ostsee zurückgedrängt wurden. 1639 kommandierte er am Rhein und vertrieb zusammen mit den Bayern unter Franz von Mercy die Weimaraner aus dem Rheingau. 1640 eroberte er Bingen, belagerte Friedberg und deckte über den Winter die Hochstifte Würzburg und Bamberg gegen die Schweden. Nach dem Angriff der Schweden unter Banér auf Regensburg Anfang 1641 half er bei der Vertreibung der Schweden aus der Oberpfalz und kämpfte beim Sieg in der Schlacht bei Preßnitz. Kurz darauf verließ er die Armee und zog sich als Landkomtur des Deutschen Ordens auf die Ballei Alden Biesen bei Maastricht zurück.

### Befehlshaber in Westfalen und Bayern
1644 wurde er jedoch von Kaiser Ferdinand III. mit einem Generalat im westfälischen Kreis über die neu geschaffene Kreisarmee betraut; 1645 vereinigte er seine Truppen in Aschaffenburg mit denen Franz von Mercys und befehligte den rechten Flügel in der Schlacht bei Alerheim gegen die Franzosen und Hessen, in der Mercy fiel und Geleen gefangen genommen wurde. Nach der Schlacht wurde er gegen den französischen Marschall Gramont ausgetauscht, der in derselben Schlacht vom linken bayrischen Flügel unter Johann von Werth gefangen worden war. Anstelle Werths übernahm Geleen anschließend auch die Nachfolge Mercys als Oberbefehlshaber der bayrischen Truppen. 1646 nahm er mit diesen am Feldzug von Erzherzog Leopold Wilhelm von Österreich gegen Turenne und Wrangel teil, in dem es zu keiner größeren Schlacht kam. Nach dem Waffenstillstand von Ulm im März 1647, den Bayern mit Schweden und Frankreich ohne die Kaiserlichen schloss, nahm Geleen seinen Abschied von der Armee.
Von 1634 bis 1657 war Gottfried Graf Huyn als Nachfolger von Edmond Graf Huyn der 35. Landeskomtur von Alden Biessen. In diesem Amt genoss er hohes Ansehen, er setzte vor allem im Rahmen der sich langsam einsetzenden Gegenreformation durch seinen großen Einfluss innerhalb des Deutschen Reiches Akzente setzen, indem er gegenreformatorische Ordensgründungen finanziell unterstützte. Unter seiner Amtszeit wurde das Schloss Alden Biesen umgebaut, mit neuem Mobiliar ausgestattet und um eine Kapelle erweitert. 
1657 starb Huyn von Geleen im Alter von ungefähr 60 Jahren unverheiratet und ohne Nachkommen in Altenbiesen bei Maastricht.